# 格罗森海恩
格罗森海恩（德語：Großenhain，發音：[ˈɡʁoːsn̩ˌhaɪn] ⓘ，發音：[ˈwulkʲi ˈhɔjn]）是德国萨克森州迈森县的城市，曾是里萨-格罗森海恩县的县治，面积130.36平方千米，2023年12月31日人口为18,077人。